# Tourist Zone
Tourist Zone — дебютний музичний альбом українського гурту «Lюk», виданий у 2002 році. Був перевиданний у 2006 році.

## Композиції
1. Ті Ві 	3:35
2. Цвинтар Телевізорів 	(3:28)
3. Саламандри 	(4:08)
  - Вокал - Місько Барбара
4. Майа 	(3:34)
5. Хоп 	(4:04)
  - Вокал - Андрій Запорожець
6. Японська 	(1:42)
7. Японська (Remix) 	(2:12)
8. Мама-Кока 	(3:41)
9. Народження 	(6:39)
10. Куба 	(2:43)
11. Катя 	(3:44)
  - Вокал - Андрій Запорожець
12. Планетарий 	(2:35)
13. Майа (Remix) 	(2:10)
14. Пісня Про Срібні Виделки (Remix By DJ Mawrick) 	(5:14)
  - Remix - DJ Mawrick

Bonus
1. Білі Ведмеді 	(3:18)
  - Бас - Fad

Відео
- Сахалін

## Над альбомом працювали
- Дед Мороз - бас
- Крот - ударні
- Валентин Панюта - гітара
- Олег Сердюк - клавішні
- Сергій Жадан - лірика
- Сергій Кондратьев - Запис